# دهستان حمزه لو
دهستان حمزه‌لو یکی از دهستان‌های استان مرکزی است که در بخش مرکزی شهرستان خمین واقع شده است.
روستاهای تابع آن عبارت‌اند از: آشیانه سفلی، آشیانه علیا، امامزاده ورچه، امیرآباد، بلاورجان، پندرجان، جوباده، جهان قلعه، چنار، چوگان، خشتیجان، خیزاب، رباط آغاج، سرطاق، سرکوبه، سنجدک، سیان سفلی، سیان علیا، عاشقه، فرشیدیه، فرفهان، ماهورزان، منصور خواجه، نازی